# 胡珂源
胡 珂源（こ かげん、フー・クーユアン、英語: Hu Keyuan、2006年3月19日 - ）は、中華人民共和国の男子バドミントン選手。

## 経歴
上海市宝山区出身。宝山区月浦実験学校にて2013年にバドミントン競技を始める。
2023年のアジアジュニア選手権に、同い年の陳永鋭とのペアで出場。決勝に進出するも、同胞の馬尚 / 朱一珺にファイナルで敗れ準優勝となった。
2023年終盤からは、同い年の林祥毅とペアを組む。
11月の韓国ジュニア・インターナショナルでは、決勝で陳永鋭 / 陳喆涵を破って優勝した。
2024年アジアジュニア選手権では、団体種目のMD第1ダブルスとして出場し優勝。個人戦男子ダブルスでも、決勝でジュニアランク1位のカン・カイシン / アーロン・タイを破るなどして優勝し、二冠を達成した。
同年8月の宝鶏マスターズでは、劉嘉悦との混合ダブルスの2回戦で、世界ランク19位の緑川大輝 / 齋藤夏に8-21, 22-20, 21-23の大接戦を演じた後に敗れた。